# Apollonias zeylanica
Apollonias zeylanica — це вид квіткових рослин роду аполонії родини лаврових.

## Морфологічна характеристика
Це вічнозелене дерево що має рідке просте листя. Листки чергові. Суцвіття в пазухах листків. Оцвітини 6(9). Тичинки (3)9(12). Маточка 1. Зав'язь 1-гніздова. Яйцеклітини 1. Пильовики 2.

## Поширення
Це ендемік Шрі-Ланки.